# Melina Kanakaredes
Melina Eleni Kanakaredes (Akron, 23 aprile 1967) è un'attrice statunitense, di origini greche.

## Biografia
Minore di tre sorelle, nasce in Ohio da una famiglia di origine greca, dopo gli studi alla "Firestone High School" e alla "Ohio State University", debutta nel 1991 nella soap opera Sentieri, ricoprendo il ruolo di Eleni Andros fino al 1995.
Uscita dal cast della soap opera, prende parte ad alcuni episodi di NYPD Blue.
Negli anni seguenti prende parte a film come Spy, Il giocatore e 15 minuti - Follia omicida a New York, dove ha interpretato la fidanzata di Robert De Niro. Nel 2000 interpreta Sally nel musical di Broadway Cabaret. Nel 2002, per via delle sue origini greche, era stata presa in considerazione per il ruolo da protagonista nella commedia Il mio grosso grasso matrimonio greco, ma dovette rifiutare perché incinta.
Dal 1999 al 2002 ha interpretato la dottoressa Sydney Hansen nella serie tv Providence, mentre dal 2004 al 2010 interpreta la detective Stella Bonasera in CSI: NY, affiancando il detective Mac Taylor, interpretato da Gary Sinise.
Interpreta Atena nel film del 2010 Percy Jackson e gli dei dell'Olimpo - Il ladro di fulmini, di Chris Columbus.
Nel 2011 scrive una lettera che si trova nella raccolta Dear Me: A Letter To My Sixteen-Year-Old Self di Joseph Galliano, con l'introduzione di J. K. Rowling.

### Vita privata
Dal 1992 è sposata con lo chef Peter Constantinides, il quale gestiva un ristorante greco a Columbus, in Ohio. La coppia ha due figlie, Zoe (nata nel 2000) e Karina Eleni (nata nel 2003). Vivono a Los Angeles, California.

## Filmografia

### Cinema
- Carts, regia di Eric Swelstad – cortometraggio (1987)
- Bleeding Hearts, regia di Gregory Hines (1994)
- Spy (The Long Kiss Goodnight), regia di Renny Harlin (1996)
- Padrona del suo destino (Dangerous Beauty), regia di Marshall Herskovitz (1998)
- Il giocatore - Rounders (Rounders), regia di John Dahl (1998)
- 15 minuti - Follia omicida a New York (15 Minutes), regia di John Herzfeld (2001)
- Percy Jackson e gli dei dell'Olimpo - Il ladro di fulmini (Percy Jackson & the Olympians: The Lightning Thief), regia di Chris Columbus (2010)
- Snitch - L'infiltrato (Snitch), regia di Ric Roman Waugh (2013)

### Televisione
- Sentieri (Guiding Light) – serial TV, 49 puntate (1991-1995)
- Due poliziotti a Chicago (Due South) – serie TV, episodi 1x20-1x21-1x22 (1995)
- NYPD - New York Police Department (NYPD Blue) – serie TV, 5 episodi (1995)
- New York News – serie TV, 13 episodi (1995)
- Leaving L.A. – serie TV, 6 episodi (1997)
- The Practice - Professione avvocati (The Practice) – serie TV, episodi 2x05-2x06 (1997)
- Oz – serie TV, episodio 2x03 (1998)
- Saint Maybe, regia di Michael Pressman – film TV (1998)
- Providence – serie TV, 96 episodi (1999-2002)
- CSI: Miami – serie TV, episodio 2x23 (2004) – Stella Bonasera
- CSI: NY – serie TV, 140 episodi (2004-2010) – Stella Bonasera
- Into the Fire, regia di Michael Phelan – film TV (2005)
- Extant – serie TV, 5 episodi (2015)
- Notorious – serie TV, 10 episodi (2016)
- The Resident – serie TV, 15 episodi (2018-2019)
- Blood of Zeus – serie TV, episodi 1x02-1x04 (2020)
- Billions – serie TV, 3 episodi (2023)
- NCIS - Unità anticrimine (NCIS) – serie TV, episodio 22x10 (2025)

## Doppiatrici italiane
Nelle versioni in italiano delle opere in cui ha recitato, Melina Kanakaredes è stata doppiata da:
- Franca D'Amato in CSI: Miami, CSI: NY, The Resident
- Cristina Boraschi in Providence, Percy Jackson e gli dei dell'Olimpo - Il ladro di fulmini
- Laura Boccanera in 15 minuti - Follia omicida a New York, The Practice - Professione avvocati
- Anna Bonel in Sentieri
- Isabella Pasanisi in Spy
- Sabrina Duranti in Oz
- Pinella Dragani in Il giocatore - Rounders
- Flaminia Fegarotti in Padrona del suo destino
- Cinzia De Carolis in Saint Maybe
- Chiara Colizzi in Snitch - L'infiltrato
- Paola Della Pasqua in Tornare a vivere
- Sabine Cerullo in Hawaii Five-0
- Stefania Patruno in Notorious
- Alessandra Korompay in Extant
- Emanuela Rossi in Billions
- Anna Cugini in NCIS - Unità anticrimine

Da doppiatrice è stata sostituita da:
- Michela Alborghetti in Blood of Zeus